# Comuna Izvoarele, Tulcea
Izvoarele este o comună în județul Tulcea, Dobrogea, România, formată din satele Alba, Iulia și Izvoarele (reședința).

## Demografie
Componența etnică a comunei Izvoarele
     Români (89,77%)
     Greci (2,05%)
     Alte etnii (8,18%)
Componența confesională a comunei Izvoarele
     Ortodocși (88,41%)
     Creștini de rit vechi (2,56%)
     Alte religii (0,62%)
     Necunoscută (8,41%)
Conform recensământului efectuat în 2021, populația comunei Izvoarele se ridică la 1.760 de locuitori, în scădere față de recensământul anterior din 2011, când fuseseră înregistrați 2.049 de locuitori. Majoritatea locuitorilor sunt români (89,77%), cu o minoritate de greci (2,05%). Din punct de vedere confesional, majoritatea locuitorilor sunt ortodocși (88,41%), cu o minoritate de creștini de rit vechi (2,56%), iar pentru 8,41% nu se cunoaște apartenența confesională.

## Politică și administrație
Comuna Izvoarele este administrată de un primar și un consiliu local compus din 11 consilieri. Primarul, George Ghiorghe[*], de la Partidul Național Liberal, este în funcție din 2016. Începând cu alegerile locale din 2024, consiliul local are următoarea componență pe partide politice:
|  | Partid                    | Consilieri | Componența Consiliului | Componența Consiliului | Componența Consiliului | Componența Consiliului | Componența Consiliului | Componența Consiliului |
|  | ------------------------- | ---------- | ---------------------- | ---------------------- | ---------------------- | ---------------------- | ---------------------- | ---------------------- |
|  | Partidul Național Liberal | 6          |                        |                        |                        |                        |                        |                        |
|  | Partidul Social Democrat  | 5          |                        |                        |                        |                        |                        |                        |